# Patrouilleur autoroutier
 (février 2015).
 (février 2015).
Si vous disposez d'ouvrages ou d'articles de référence ou si vous connaissez des sites web de qualité traitant du thème abordé ici, merci de compléter l'article en donnant les références utiles à sa vérifiabilité et en les liant à la section « Notes et références ».
Un patrouilleur autoroutier, également appelé patrouilleur, est une personne ayant la tâche de surveiller, d'entretenir et de sécuriser une autoroute. Il y a environ 900 patrouilleurs autoroutiers en France (sociétés concessionnaires (ASF, Escota, Cofiroute, Sanef, APRR...) et services de l'État (Direction Interdépartementale des Routes) confondus).
Patrouilleur autoroutier est un métier à risques qui implique le respect de règles de sécurité très strictes.

## Différentes missions
Le principal travail d'un patrouilleur est la surveillance de l'autoroute. Mais il intervient aussi lors d'accidents ou d'incidents pour garantir la sécurité des usagers de l'autoroute. Il a également en charge l'entretien de l'autoroute (viabilité du réseau) et de ses infrastructures. Il existe deux types d'agents autoroutiers :
- patrouilleur
- ouvrier autoroutier (agent d'entretien)

À l'heure actuelle, les deux métiers se confondent, les uns peuvent accomplir les tâches des autres.

## Intervention des patrouilleurs

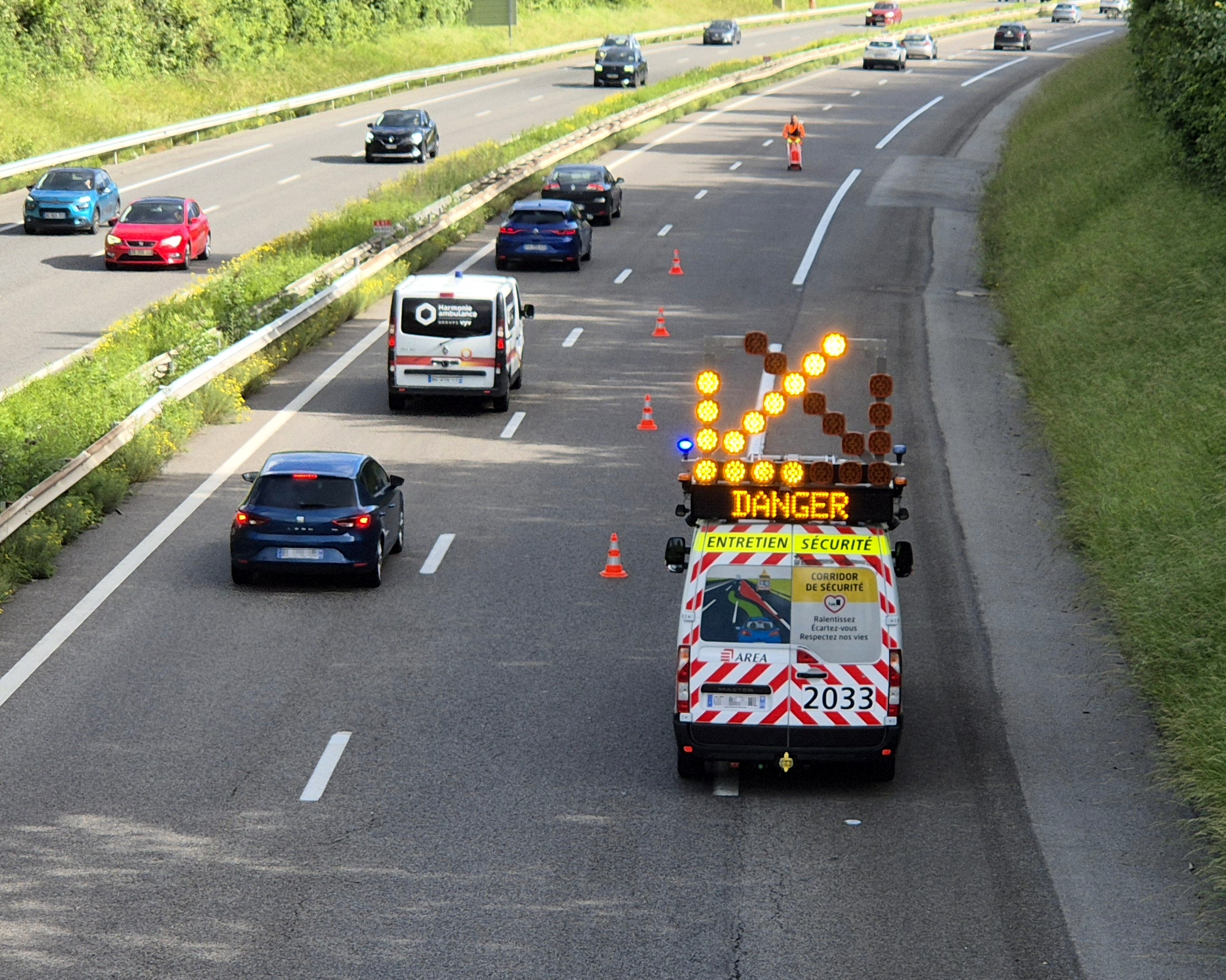
Dépose de balisage d'un patrouilleur autoroutier à la suite d'un accident.

Voici les différents domaines nécessitant l'intervention d'un patrouilleur :
- Traces d'hydrocarbures sur la chaussée
- Obstacle signalé sur les voies
- Animal errant
- Animal écrasé
- Embouteillage
- Circulation en accordéon
- Accident de circulation
- Véhicule immobilisé
- Véhicule à contresens (les agents routiers n'interviennent plus directement dessus)
- Véhicule en feu
- Piéton sur les voies
- Événement naturel (inondation, éboulement...)
- Balisage de travaux
- Travaux d'entretien et de nettoyage (élagage d'arbres, tonte, réfection de la signalisation (panneaux de police, peintures au sol), remplacement de glissières de sécurité accidentées (interventions malgré les sous-traitances)...)
- Travaux importants (fermeture d'un échangeur ou d'une aire de repos)
- Viabilité hivernale préventive (prévention des phénomènes météorologiques)
- Viabilité hivernale curative (déneigement, traitement des chaussées avec divers produits selon la température)

## Patrouilleur autoroutier: un métier à risques
Un patrouilleur autoroutier doit régulièrement faire face à des situations à risque, le plus souvent à cause de la négligence des conducteurs. Par exemple en 2014, tous les 3  ou   4 jours en moyenne un accident de la route concernait un patrouilleur autoroutier. Il est donc vraiment très important de sensibiliser les usagers de l'autoroute à ce phénomène.

## Partenariat
Les patrouilleurs autoroutiers sont en relation permanente avec un PC sécurité . Ils collaborent aussi avec les services de secours (pompiers, sécurité civile), de sécurité (gendarmerie autoroutière, CRS (sur autoroutes périphériques en agglomération)), d’information (radio autoroutière 107.7 FM) ainsi qu'avec les CRICR (Centres Régionaux d'Information et de Coordination Routières).

## Conseils de sécurité
Les patrouilleurs effectuent beaucoup de rondes mais n'interviennent le plus souvent que lors d'accidents ou d'incidents. Lorsque vous les voyez, ralentissez mais ne vous arrêtez pas. Les patrouilleurs sont très visibles grâce à leurs vêtements jaunes ou orange fluorescents et leurs fourgons jaunes ou blancs (sociétés privées type Cofiroute ou APRR) ou orange (Direction interdépartementale des Routes)
Les patrouilleurs sont amenés parfois à traverser les voies de circulation pour ramasser un obstacle ou pour intervenir face à un véhicule en détresse. Dans tous les cas, leurs véhicules sont placés minimum 200 mètres avant la perturbation.
Lorsque le trafic est perturbé (dû à un accident), laissez libre l'accès à la bande d'arrêt d'urgence (BAU) pour laisser passer les services de secours autoroutiers.
La plupart des véhicules autoroutiers possèdent des sirènes mais pas tous. Cependant ils sont tous équipés de signaux lumineux d'avertissement (gyrophares, rampes LEDs...) qu'ils enclenchent lors d'incidents.
Il est conseillé d'écouter les radios autoroutières si vous empruntez l'autoroute: 107.7 FM ou France Bleu (sur réseau non concédé).
Dès que vous voyez le trafic ralentir, actionnez tout de suite vos feux de détresse jusqu'à ce que vous soyez sorti de la perturbation.

### Accidents de la route
Voir l'article Accidents de la route.

## Différents moyens
Les agents routiers patrouillent dans des véhicules de type camionnette légère équipés des équipements afférents à la sécurité (flèches lumineuses, feux à éclat bleu). Il peut y avoir aussi sur les lieux d'interventions le chef d'astreinte avec un véhicule de type véhicule léger voire break équipé également de gyrophare, feux à éclat bleu. Ces personnes, qui sont souvent conducteurs de travaux, sont chargées du bon déroulement des opérations et coordonnent les différents services (forces de l'ordre, secours...). En fonction de l'événement, le chef d'astreinte peut décider d'appeler des agents supplémentaires.
Un « agent routier » en patrouille est nécessairement à bord d'un véhicule de type « intervention » équipé de différents éclairages et équipements permettant d'accomplir ses tâches, notamment :
- flèche lumineuse d'urgence (FLU) déployable, installée sur le véhicule ;
- signalisation lumineuse prioritaire (bleue) et de chantier (orange) ;
- panneau à messages variables ;
- sonde météorologique ;
- projecteur de lumière ;
- flèche lumineuse de rabattement (FLR) attelée au véhicule ou montée directement sur la berce d'un poids-lourd équipé.

L'intérieur des véhicules est également équipé de matériel « transportable » :
- panneaux de signalisation temporaire ;
- cônes de signalisation ;
- matériel antipollution, notamment de l'absorbant à carburant ;
- divers outils et matériels de nettoyage (balai, pelle, sac poubelle...).